# Професіонали (серіал)
Професіонали — український анімаційний 10-серійний телесеріал для дітей. У серіалі головні герої вчаться різним професіям.

## Виробництво
У ? році член режисер Степан Коваль подав проект 7-хвилинних мультиків про порося і баранчика «Професіонали» на пітчинг Держкіно та виграв фінансування. Бюджет телесеріалу склав 4,3 млн. гривень, з них частка Держкіно - 4 млн. гривень.
Виробництво завершилося у 2015 році.